# Esne Beltza
Esne Beltza és un grup de música basc creat l'any 2007. La idea se li va acudir al músic Xabi Solano en una gira que feia amb Fermin Muguruza. El nom del grup significa "llet negra" i prové d’una paradoxa proposada per Fermin Muguruza: la interpretació de la música negra per part de cantants blancs. La música d’aquest grup és una barreja de reggae, ska i hip-hop, acompanyada de trikitixa i la llengua que fan servir és l'euskera.

## Membres
- Xabi Solano: veu i trikitixa
- Marcos Esteban (Pini): veu
- Jon Mari Beasain: guitarra i pandereta
- Aitor Zabaleta: baix
- Pello Gorrotxategi: teclat i cors
- DZ (DJ Zigor): DJ
- Iban Zugarramurdi: bateria
- Javi Perez: trompeta
- Jon Elizalde: trombó
- Jon Garmendia 'White'

## Discografia
- Made In Euskal Herria (Gaztelupeko Hotsak, 2008)
- Noa (Baga Biga, 2010)
- 3 Kolpetan (Baga Biga, 2011)
- Goraǃ (5gora, 2013)
- Esna (5gora, 2015)
- Esna 2 (5gora, 2016)
- Ni (5gora, 2018)